# ... Déserteur
Pour plus de détails, voir Fiche technique et Distribution.
… Déserteur (… Λιποτάκτης, … Lipotaktis) est un film grec réalisé par Yorgos Korras et Christos Voupouras et sorti en 1988.

## Synopsis
Dans une petite station balnéaire, un jeune Athénien Christos est fasciné par Manolis. Celui-ci a déserté l'armée trois fois. Cependant, il quitte peu à peu sa marginalité pour rentrer dans le rang. La principale raison de son aliénation est l'argent, comme pour tous les habitants de la station thermale qui ne vivent que du tourisme.

## Fiche technique
- Titre : ... Déserteur
- Titre original : ... Λιποτάκτης (... Lipotaktis)
- Réalisation : Yorgos Korras et Christos Voupouras
- Scénario : Yorgos Korras et Christos Voupouras
- Direction artistique :
- Décors : Damianos Zarifis
- Costumes : Damianos Zarifis
- Photographie : Andreas Bellis
- Son : Nikos Achladis
- Montage : Yorgos Korras et Christos Voupouras
- Musique : Helen Karaindrou
- Production : Centre du cinéma grec, Yorgos Korras, Christos Voupouras, ERT1 et Optikoakoustiki Ltd.
- Pays d'origine :  Grèce
- Langue : grec
- Format :  Couleurs- 35 mm - 1:1.66
- Genre : Drame social
- Durée : 121 minutes
- Dates de sortie : octobre 1988 : Festival du cinéma grec 1988 (Thessalonique)

## Distribution
- Stelios Mainas
- Toula Stathopoulou
- Leonidas Nomikos
- Stelios Pavlou
- Cinda Stefanopoulou
- Giorgos Yanopoulos
- Stelios Reppas
- Yannis Christoyannis
- Magda Tsagani
- Panayotis Stamatopoulos
- Tassos Pantzartzis

## Récompenses
- Festival du cinéma grec 1988 (Thessalonique) : meilleure actrice dans un second rôle
- Prix du ministère de la culture remis lors du Festival du cinéma grec 1989 (Thessalonique) : meilleur film, meilleure actrice dans un second rôle
- Festival du film gay et lesbien de Turin 1989 : meilleur film